# Заполянський (Волгоградська область)
Заполянський (рос. Заполянский) — хутір у Даниловському районі Волгоградської області Російської Федерації.
Населення становить 170 осіб. Входить до складу муніципального утворення Сергієвське сільське поселення.

## Історія
Хутір розташований у межах українського історичного та культурного регіону Жовтий Клин.
Згідно із законом від 22 грудня 2004 року № 1058-ОД органом місцевого самоврядування є Сергієвське сільське поселення.

## Населення
| 2010 |
| ---- |
| 170  |